# Katsumata Susumu
Susumu Katsumata (勝俣 進, sinh ngày 17 tháng 2 năm 1956) là một huấn luyện viên và cựu cầu thủ bóng đá người Nhật Bản.

## Sự nghiệp Huấn luyện viên
Susumu Katsumata đã dẫn dắt Ventforet Kofu.